# درک لانسفورد
درک لانسفورد (انگلیسی: Derek Lunsford؛ زادهٔ ۱۴ مهٔ ۱۹۹۳) بدن‌ساز حرفه‌ای اهل ایالات متحده آمریکا است که در بخش اپن لیگ حرفه‌ای فدراسیون جهانی بدن‌سازی و تناسب اندام مسابقه می‌دهد. او در سال ۲۰۲۱ برنده‌ی بخش ۲۱۲ مسترالمپیای مردان و در سال ۲۰۲۳ برای نخستین بار برنده رقابت در بخش اصلی مردان مسترالمپیا شد. اما در بسیاری از کشور ها به او متقلب گفته می شود و مردم آن کشور ها می گویند مسترالمپیا ۲۰۲۳ حق هادی چوپان بوده